# The Kid (film 1910)
The Kid è un cortometraggio muto del 1910 diretto da Frank Powell. Prodotto e distribuito dalla Biograph, il film uscì nelle sale il 14 aprile 1910.

## Trama
Walter Holden, rimasto vedovo, deve occuparsi del figlioletto che lui alleva con amore. Un giorno il bambino, giocando ai cowboy, vede una scala appoggiata su un mulino a vento dove è salita Doris. La ragazza, volendo ammirare il bel panorama, si è arrampicata fino in cima ma ora rimane prigioniera perché il bambino, per gioco, toglie la scala, immaginando di averla fatta prigioniera. Walter, cercando il figlio, arriva al mulino e libera la ragazza. Tra i due scocca una scintilla. Doris, irresistibilmente attratta dalla torre, ritorna lì e vi incontra di nuovo Walter. Il bambino, questa volta, imprigiona non solo Doris, ma anche suo padre. Così, quando finalmente i due riescono a scendere, hanno avuto tutto il tempo necessario per approfondire la loro conoscenza e ora il piccolo orfano avrà di nuovo una mamma.

## Distribuzione
Distribuito dalla Biograph Company, il film - un cortometraggio in una bobina - uscì nelle sale statunitensi il 14 aprile 1910. Il copyright del film, richiesto dalla casa di produzione, fu registrato il 18 aprile con il numero J140598.
Non si conoscono copie ancora esistenti della pellicola che viene considerata presumibilmente perduta.